# Mia und der weiße Löwe
Mia und der weiße Löwe (Originaltitel: Mia et le lion blanc) ist ein Abenteuerfilm von Gilles de Maistre aus dem Jahr 2018. Der Film startete am 31. Januar 2019 in den deutschen Kinos.

## Handlung
Für die zehnjährige Mia Owen bricht die Welt zusammen, als ihre Eltern beschließen, von London nach Südafrika zu ziehen. Vater John will dort eine Löwenzuchtfarm übernehmen. Mia kann sich in dem fremden Land zunächst nicht eingewöhnen. Dann überrascht John die ganze Familie, als er eines Tages ein seltenes weißes Löwenbaby mit nach Hause bringt. Zunächst möchte Mia nichts davon wissen. Doch schnell schließt sie den kleinen Löwen in ihr Herz und entwickelt eine besondere Beziehung zu dem heranwachsenden Charlie. Die beiden sind schließlich unzertrennlich.
Als Charlie drei Jahre alt ist, entdeckt Mia, dass ihr Vater heimlich die Absicht hat, Charlie an einen dubiosen Geschäftsmann für Trophäenjäger zu verkaufen. Mia ist verzweifelt bei dem Gedanken, dass Charlie in Gefahr sein könnte, und beschließt, ihren Freund zu retten. Sie begibt sich mit ihm auf eine Reise quer durch die südafrikanische Savanne, um einen Zufluchtsort zu finden, an dem Charlie sein Leben in Freiheit verbringen kann.

## Rezeption

### Einspielergebnis
Mia und der weiße Löwe kann bislang 2,43 Millionen Besucher außerhalb Frankreichs verzeichnen, wodurch er sich auf Platz 1 der erfolgreichsten Filme des Jahres 2019 befindet.